# Луис Гомес-Монтехано
Луис Гомес-Монтехано (на испански: Luis Gómez-Montejano) е президент на Реал Мадрид през 2006 г. Заема поста от 27 февруари до 2 юли 2006 г., когато чрез избори за президент е избран Рамон Калдерон.